# Ядерна енергія

Енергія зв'язку поширених ізотопів у розрахунку на один нуклон

Я́дерна ене́ргія (атомна енергія) — внутрішня енергія атомних ядер, що виділяється при деяких ядерних перетвореннях.
Використання ядерної енергії засновано на здійсненні ланцюгових реакцій поділу важких ядер і реакцій термоядерного синтезу легких ядер.

## Природа й отримання
Атомна енергія — енергія, що виділяється під час перетворень атомних ядер. Перетворення ці можуть відбуватися спонтанно (див. Радіоактивність) або при зіткненнях із ядрами нейтронів чи прискорених заряджених частинок (див. Ядерні реакції). Ця енергія в мільйони разів перевищує хімічну енергію, яка виділяється, наприклад, при горінні.
Атомна енергія зумовлена ядерними силами, які діють між нуклонами, тобто нейтронами, і протонами. У формуванні енергії ядра беруть участь два типи сил: притягання між усіма нуклонами шляхом залишкової сильної взаємодії, та кулонівське відштовхування між додатно зарядженими протонами.

### Енергія зв'язку на нуклон
Енергія зв'язку, яка припадає на 1 нуклон, неоднакова для різних ядер. Вона найбільша для ядер середньої маси (8,6 МеВ); для найважчих ядер — бл. 7,5 МеВ; для легких ядер вона змінюється від 1,1 МеВ (дейтерій) до 7,0 МеВ (4He). Перетворення ядер із меншою енергією зв'язку, що припадає на 1 нуклон, в ядра з більшою енергією зв'язку супроводжується виділенням енергії. Наприклад, якщо поділити ядро з атомною масою А = 200 та середньою енергією зв'язку нуклонів 7,5 МеВ на два ядра з середньою енергією 8,6 МеВ, то при цьому виділиться енергія Е = 200 X (8,6—7,5) = 220 МеВ. Якщо утворити ядро гелію з двох ядер дейтерію, то виділиться енергія Е = 4 х (7 — 2·1,1) = 23,6 МеВ.

### Ядерний синтез
Для одержання атомної енергії можна використати ядерні реакції поділу та ядерні реакції синтезу. Реакції синтезу можуть відбуватися тільки тоді, коли ядра наближаються одне до одного на відстань, меншу за 10−13 см, на якій починають діяти ядерні сили. Зближенню ядер протидіють кулонівські сили відштовхування; тому, щоб ці сили подолати, ядра повинні мати достатню енергію. Одержання вільних нейтронів і прискорення заряджених частинок вимагає витрат енергії. Імовірність влучання таких частинок у ядра дуже мала. Тому витрачена енергія перевищує енергію, яка виділяється при ядерних реакціях. Енергетичний виграш можна отримати тільки в тому випадку, коли перетворення відбувається внаслідок ланцюгових реакцій. Реакції синтезу можуть бути ланцюговими при дуже високих температурах — в десятки та навіть сотні мільйонів градусів (див. Термоядерні реакції). При цих умовах речовина існує у вигляді плазми, і енергія окремих частинок плазми (ε = 3/2 kT) достатня для подолання кулонівського відштовхування. Такі високі температури існують в надрах зірок, однією з яких є Сонце. Саме внаслідок термоядерних реакцій синтезу Сонце випромінює енергію.
В галузі опанування керованими термоядерними реакціями синтезу вже розв'язано одну з основних проблем — термічну ізоляцію плазми, яка здійснюється за допомогою магнітних полів. Особливо важливим у реакціях синтезу є те, що як «пальне» для них можна використовувати дейтерій у практично необмеженій кількості. Дейтерій міститься у важкій воді, яка є домішкою до води морів і океанів.

### Поділ ядра
Ланцюгові реакції поділу можуть відбуватися тому, що поділ кожного ядра супроводжується виділенням кількох нейтронів, які при захваті їх іншими ядрами знову можуть спричинити поділ з виділенням нових нейтронів, і т. д. Якщо створити умови, при яких кількість виділених нейтронів, що спричиняють поділ нових ядер, буде, в середньому більша від одного нейтрона на поділ, ланцюгова реакція зможе самопідтримуватися. Якщо ланцюгова реакція розвивається дуже швидко, то вона набуває характеру вибуху, як, наприклад, в атомній бомбі. Після вибуху атомної бомби виникає дуже висока температура. яка є необхідною умовою протікання термоядерних реакцій; це використовується поки що лише у водневій бомбі. Швидкість ланцюгових реакцій поділу регулюють поки що тільки в ядерних реакторах. Енергія, що виділяється внаслідок цих реакцій, відводиться від реактора у вигляді тепла за допомогою теплоносіїв, якими можуть бути вода, пара, рідкі метали, гази тощо. Ця теплова енергія використовується на ядерних електростанціях і в атомних двигунах.

## Використання
Ядерна енергія використовується людством у військових цілях, для виробництва електроенергії та у ядерних енергетичних установках (двигунах).
В середині XX століття були сконструйовані атомна й воднева бомба. До кінця століття п'ять ядерних держав накопичили достатній ядерний арсенал для знищення всього людства.
Використання атомної енергії стимулюється насамперед тим, що вже на першому етапі її використання вартість електроенергії, одержуваної від атомних і вугільних станцій, приблизно однакова.
Економічна перевага атомних електростанцій над тепловими безперервно зростатиме як внаслідок їхнього удосконалення, так і внаслідок подорожчання кам'яного вугілля, торфу, нафти і природного газу, запаси яких у верхніх шарах Землі швидко зменшуються. При сучасних темпах зростання використовування енергії цих запасів палива може вистачити на 100–150 років, використання ж ядерних реакцій поділу урану, торію і плутонію зможе збільшити цей строк ще на 200–300 років.
Лише опановування термоядерними реакціями синтезу забезпечить людство енергією в необмеженій кількості й на необмежений термін.

### Використання в енергетиці
Основа ядерної енергетики — атомні електростанції, які забезпечують близько 6% світового виробництва енергії та 13-14% електроенергії. Першу у світі атомну електростанцію було збудовано в СРСР і пущено 27 червня 1954. За даними МАГАТЕ у 2007 році у світі працювало 439 промислових ядерних реакторів, розташованих на території 31 країни.

### Використання у техніці
У 1959 в СРСР закінчено будівництво першого у світі криголама «Ленин» з ядерною енергетичною установкою На 2012 рік у світі збудовано понад 150 суден з ядерними енергетичними установками.